# Ostereistedt
Ostereistedt is een gemeente in de Duitse deelstaat Nedersaksen. De gemeente maakt deel uit van de Samtgemeinde Selsingen in het Landkreis Rotenburg (Wümme).
Ostereistedt telt 945 inwoners.
Nabij Ostereistedt is in 1878 het restant van een ganggraf (Sprockhoff-Nr. 647) opgegraven. Het noordoost-zuidwest georiënteerde grafmonument is afkomstig van mensen uit de Trechterbekercultuur in de Jonge Steentijd (3500-2800 v.C.). Het grafmonument is in de huidige, zwaar beschadigde toestand, geconserveerd. Het ligt op een afgelegen locatie in een productiebos en is niet toegankelijk.
Eckes Hus is de naam van een oude vakwerkboerderij bij het dorp uit 1564. Het is een zogenaamd Rauchhaus: de rook van de haard wordt er niet door een schoorsteen afgevoerd, want een schoorsteen is er niet. Dit soort oude huizen is zeer zeldzaam.

## Plaatsen in de gemeente
- Ostereistedt
- Rockstedt

## Etymologie
De naam van het dorp Ostereistedt is afgeleid van Ostereichstedt, oostelijke plek waar eikenbomen groeien. Een Osterei is echter tegenwoordig het Duitse woord voor een paasei. Er is een traditie ontstaan, dat kinderen er tot een week voor Goede Vrijdag brieven heen kunnen sturen, gericht aan Hanni Hase, de paashaas, te Ostereistedt. Ze krijgen dan een speciale paasgroet teruggestuurd. In Ostereistedt is daartoe door de Deutsche Post een speciaal postkantoor ingericht. Voor kinderen in de regio worden verder met Pasen eierzoekwedstrijden en andere activiteiten georganiseerd.
Ahausen · 
Alfstedt · 
Anderlingen · 
Basdahl · 
Bötersen · 
Bothel · 
Breddorf · 
Bremervörde · 
Brockel · 
Bülstedt · 
Deinstedt · 
Ebersdorf · 
Elsdorf · 
Farven · 
Fintel · 
Gnarrenburg · 
Groß Meckelsen · 
Gyhum · 
Hamersen · 
Hassendorf · 
Heeslingen · 
Hellwege · 
Helvesiek · 
Hemsbünde · 
Hemslingen · 
Hepstedt · 
Hipstedt · 
Horstedt · 
Kalbe · 
Kirchtimke · 
Kirchwalsede · 
Klein Meckelsen · 
Lauenbrück · 
Lengenbostel · 
Oerel · 
Ostereistedt · 
Reeßum · 
Rhade · 
Rotenburg · 
Sandbostel · 
Scheeßel · 
Seedorf · 
Selsingen · 
Sittensen · 
Sottrum · 
Stemmen · 
Tarmstedt · 
Tiste · 
Vahlde · 
Vierden · 
Visselhövede · 
Vorwerk · 
Westertimke · 
Westerwalsede · 
Wilstedt · 
Wohnste · 
Zeven